# Ornithidium rauhii
Ornithidium rauhii är en orkidéart som först beskrevs av David Edward Bennett och Eric Alston Christenson, och fick sitt nu gällande namn av Mario Alberto Blanco och Isidro Ojeda. Ornithidium rauhii ingår i släktet Ornithidium och familjen orkidéer.
Artens utbredningsområde är Peru. Inga underarter finns listade i Catalogue of Life.